# Missionarie secolari comboniane
Le Missionarie secolari comboniane sono un istituto secolare femminile di diritto pontificio.

## Storia
Nel 1947 il comboniano Egidio Ramponi ricevette l'incarico di aprire una casa di noviziato a Gozzano, in un edificio appena lasciato dai gesuiti. A Gozzano Ramponi trovò una comunità di giovani donne del luogo che già si riunivano sotto la guida del gesuita Giuseppe Picco, da poco deceduto, e ne assunse la direzione.
Dopo la pubblicazione della costituzione Provida Mater Ecclesia, Ramponi propose alle giovani del gruppo più impegnate, di consacrarsi e impegnarsi nella cooperazione missionaria comboniana. Aderirono all'invito cinque donne, che presero il nome di zelatrici dell'Immacolata e il 22 agosto 1950 iniziarono il noviziato a Gozzano.
Sorsero presto altri gruppi di zelatrici a Pesaro, Verona, Troia e più tardi a Thiene, Altamura, Caserta e Rimini; nel 1954 le zelatrici presero il nome di Ausiliarie comboniane e nel 1967 le prime tre ausiliarie partirono per le missioni comboniane a São Mateus, in Brasile.
Emilio Biancheri, vescovo di Rimini, il 6 gennaio 1969 procedette all'erezione canonica delle Ausiliarie comboniane in istituto secolare di diritto diocesano.
L'istituto prese poi il nome di "Missionarie secolari comboniane" e divenne di diritto pontificio il 22 maggio 1983.

## Diffusione
Oltre che in Italia, sono presenti in Portogallo, Spagna e in Africa.
La sede principale è a Carraia (Lucca).
Nel 1973 l'istituto contava 168 membri.